# Centennial Summer
Centennial Summer is een Amerikaanse muziekfilm uit 1946 onder regie van Otto Preminger.

## Verhaal
De zussen Julia En Edith Rogers groeien op in Philadelphia in de jaren 70 van de 19e eeuw. Ze worden beiden verliefd op een Parijzenaar, die in de stad is om het Franse paviljoen klaar te maken voor de Wereldtentoonstelling van 1876.

## Rolverdeling
| Acteur            | Personage          |
| ----------------- | ------------------ |
| Jeanne Crain      | Julia Rogers       |
| Cornel Wilde      | Philippe Lascalles |
| Linda Darnell     | Edith Rogers       |
| William Eythe     | Ben Phelps         |
| Walter Brennan    | Jesse Rogers       |
| Constance Bennett | Zenia Lascalles    |
| Dorothy Gish      | Mevrouw Rogers     |
| Barbara Whiting   | Susanna Rogers     |
| Larry Stevens     | Richard Lewis      |
| Kathleen Howard   | Deborah            |
| Buddy Swan        | Dudley Rogers      |
| Charles Dingle    | J.P. Snodgrass     |